# Arsenopal·ladinita
L'arsenopal·ladinita és un mineral de la classe dels sulfurs que pertany i dona nom al grup de l'arsenopal·ladinita. Va ser descoberta l'any 1955 i rep el seu nom de la seva composició química, d'arsènic i pal·ladi.

## Característiques
L'arsenopal·ladinita és un aliatge de pal·ladi, arsènic i, en menor mesura, antimoni de fórmula química Pd₈(As,Sb)₃. Cristal·litza en el sistema triclínic formant grans redondejats de fins a gairebé 2 mil·límetres. La seva duresa a l'escala de Mohs és 4.
Segons la classificació de Nickel-Strunz, l'arsenopal·ladinita pertany a «02.AC: Aliatges de metal·loides amb PGE» juntament amb els següents minerals: atheneïta, vincentita, mertieïta-II, stillwaterita, isomertieïta, mertieïta-I, miessiïta, palarstanur, estibiopal·ladinita, menshikovita, majakita, pal·ladoarsenat, pal·ladobismutarsenat, pal·ladodymita, rhodarsenat, naldrettita, polkanovita, genkinita, ungavaïta, polarita, borishanskiïta, froodita i iridarsenita.

## Formació i jaciments
L'arsenopal·ladinita es troba en dipòsits d'or. Sol trobar-se associada a altres minerals com: hematites, atheneïta, stillwaterita, pal·ladseïta, isomertieïta, quars, pal·ladi, braggita, vysotaskita, sperrylita o hol·lingworthita. La seva localitat tipus es troba a Itabira (Minas Gerais, Brasil). També se n'ha trobat al Canadà, República Popular de la Xina, Finlàndia, Japó, Noruega, Rússia, Sud-àfrica i Estats Units.